# Kårsajåkka
De Kårsajåkka (Samisch: Gorsajohka) is een bergbeek, die stroomt in de Zweedse  gemeente Kiruna. De Kårsajåkka ontwatert een berggebied in het noorden van het nationaal park Abisko. De rivier stroomt oostwaarts, is ongeveer 14 kilometer lang en stroomt dan de Abiskorivier in.
Afwatering: Kårsajåkka → Abiskorivier → (Torneträsk) → Torne → Botnische Golf